# Necanicum Junction
Necanicum Junction az Amerikai Egyesült Államok északnyugati részén, Oregon állam Clatsop megyéjében, a U.S. Route 26 és az Oregon Route 53 csomópontjában elhelyezkedő önkormányzat nélküli település.